# Grenze zwischen Deutschland und der Schweiz

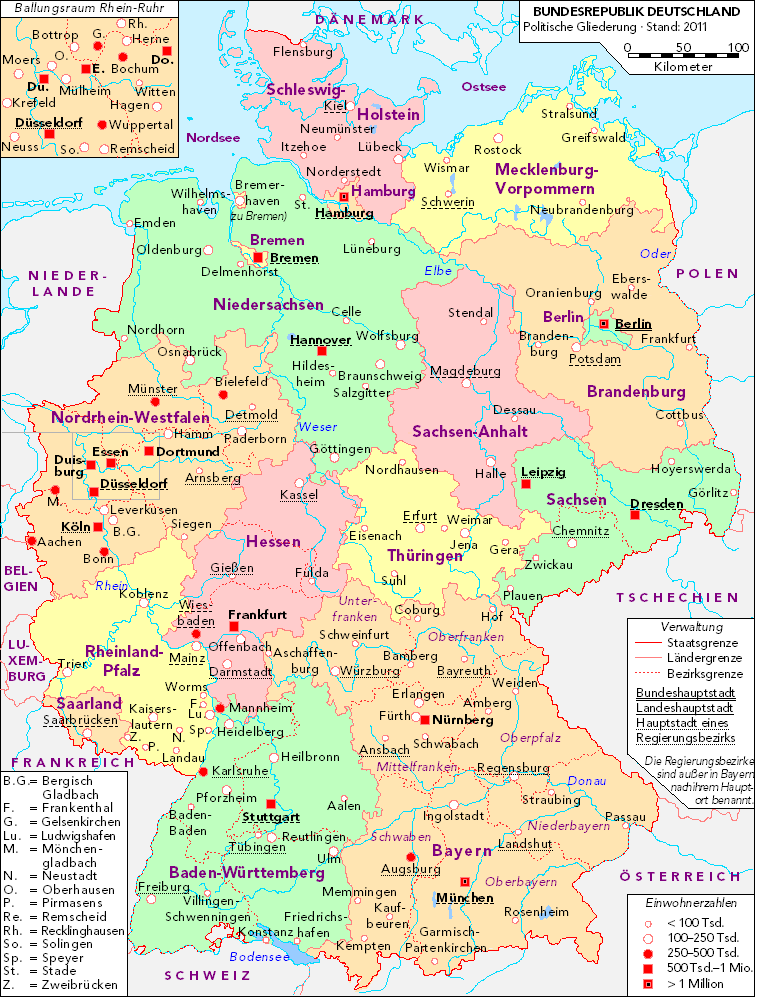
Politische Karte der Bundesrepublik Deutschland

Politische Karte der Schweizerischen Eidgenossenschaft

Die Grenze zwischen Deutschland und der Schweiz ist eine nach Schweizer Auffassung 347 km ohne bzw. 363 km mit der Exklave Büsingen bzw. nach Auffassung Deutschlands 333 km lange politische Grenze in Mitteleuropa. Die Differenz hängt mit dem ungeklärten Grenzverlauf auf dem Obersee genannten Teil des Bodensees zusammen.
Diese Grenze erstreckt sich über weite Strecken in Binnengewässern (siehe auch Talweg) und ist Außengrenze der Europäischen Union.

## Verlauf
Die politische Grenze der Schweizerischen Eidgenossenschaft zur Bundesrepublik Deutschland verläuft etwa in West-Ost-Richtung. Nördlich davon liegt Deutschland, südlich davon die Schweiz. Im Osten verläuft die Grenze durch den Bodensee.
Der westlichste Punkt der deutsch-schweizerischen Grenze ist das Dreiländereck Basel (CH) / Weil am Rhein (DE) / Huningue (FR). Der nördlichste Punkt und gleichzeitig der nördlichste Punkt der Schweiz überhaupt liegt in Oberbargen (CH) / Blumberg-Epfenhofen (DE). Der östlichste Punkt ist der Hafen Rheinspitz bei Altenrhein im Kanton St. Gallen. Der südlichste Punkt ist Rorschach.

### Liste der Gemeinden an der Staatsgrenze
| S C H W E I Z       | S C H W E I Z | S C H W E I Z            | S C H W E I Z    |               | D E U T S C H L A N D | D E U T S C H L A N D  | D E U T S C H L A N D  | D E U T S C H L A N D |
| Kanton              | Bezirk        | Gemeinde                 | Grenz- übertritt |               | Grenz- übertritt      | Gemeinde               | Kreis                  | Bundesland            |
| ------------------- | ------------- | ------------------------ | ---------------- | ------------- | --------------------- | ---------------------- | ---------------------- | --------------------- |
| F r a n k r e i c h |               |                          |                  |               |                       |                        |                        |                       |
| Basel-Stadt         | –             | Basel                    |                  |               |                       | Weil am Rhein          | Lörrach                | Baden-Württemberg     |
| Basel-Stadt         | –             | Riehen                   |                  |               |                       | Weil am Rhein          | Lörrach                | Baden-Württemberg     |
| Basel-Stadt         | –             | Lörrach                  |                  |               |                       |                        | Lörrach                | Baden-Württemberg     |
| Basel-Stadt         | –             | Inzlingen                |                  |               |                       |                        | Lörrach                | Baden-Württemberg     |
| Basel-Stadt         | –             | Bettingen                |                  |               |                       |                        | Lörrach                | Baden-Württemberg     |
| Basel-Stadt         | –             | Grenzach-Wyhlen          |                  |               |                       |                        | Lörrach                | Baden-Württemberg     |
| Basel-Stadt         | –             | Riehen                   |                  |               |                       |                        | Lörrach                | Baden-Württemberg     |
| Basel-Stadt         | –             | R h e i n                |                  |               |                       |                        | Lörrach                | Baden-Württemberg     |
| Basel-Landschaft    | Arlesheim     | Birsfelden               |                  |               |                       |                        | Lörrach                | Baden-Württemberg     |
| Basel-Landschaft    | Arlesheim     | Muttenz                  |                  |               |                       |                        | Lörrach                | Baden-Württemberg     |
| Basel-Landschaft    | Liestal       | Pratteln                 |                  |               |                       |                        | Lörrach                | Baden-Württemberg     |
| Basel-Landschaft    | Liestal       | Augst                    |                  |               |                       |                        | Lörrach                | Baden-Württemberg     |
| Aargau              | Rheinfelden   | Kaiseraugst              |                  |               |                       |                        | Lörrach                | Baden-Württemberg     |
| Aargau              | Rheinfelden   | Kaiseraugst              | Rheinfelden      |               |                       |                        | Lörrach                | Baden-Württemberg     |
| Aargau              | Rheinfelden   | Rheinfelden              |                  |               |                       |                        | Lörrach                | Baden-Württemberg     |
| Aargau              | Rheinfelden   | Möhlin                   |                  |               | Schwörstadt           |                        | Lörrach                | Baden-Württemberg     |
| Aargau              | Rheinfelden   | Wallbach                 |                  |               | Bad Säckingen         | Waldshut               |                        | Baden-Württemberg     |
| Aargau              | Rheinfelden   | Mumpf                    |                  |               | Bad Säckingen         | Waldshut               |                        | Baden-Württemberg     |
| Aargau              | Rheinfelden   | Stein                    |                  |               | Bad Säckingen         | Waldshut               |                        | Baden-Württemberg     |
| Aargau              | Laufenburg    | Sisseln                  |                  |               | Bad Säckingen         | Waldshut               |                        | Baden-Württemberg     |
| Aargau              | Laufenburg    | Sisseln                  | Murg             |               |                       | Waldshut               |                        | Baden-Württemberg     |
| Aargau              | Laufenburg    | Kaisten                  |                  |               |                       | Waldshut               |                        | Baden-Württemberg     |
| Aargau              | Laufenburg    | Laufenburg               |                  |               |                       | Waldshut               |                        | Baden-Württemberg     |
| Aargau              | Laufenburg    | Laufenburg               |                  |               |                       | Waldshut               |                        | Baden-Württemberg     |
| Aargau              | Laufenburg    | Mettauertal              |                  |               |                       | Waldshut               |                        | Baden-Württemberg     |
| Aargau              | Laufenburg    | Albbruck                 |                  |               |                       | Waldshut               |                        | Baden-Württemberg     |
| Aargau              | Laufenburg    | Schwaderloch             |                  |               |                       | Waldshut               |                        | Baden-Württemberg     |
| Aargau              | Laufenburg    | Dogern                   |                  |               |                       | Waldshut               |                        | Baden-Württemberg     |
| Aargau              | Zurzach       | Leibstadt                |                  |               |                       | Waldshut               |                        | Baden-Württemberg     |
| Aargau              | Zurzach       | Full-Reuenthal           |                  |               |                       | Waldshut               |                        | Baden-Württemberg     |
| Aargau              | Zurzach       | Waldshut-Tiengen         |                  |               |                       | Waldshut               |                        | Baden-Württemberg     |
| Aargau              | Zurzach       | Leuggern                 |                  |               |                       | Waldshut               |                        | Baden-Württemberg     |
| Aargau              | Zurzach       | Koblenz                  |                  |               |                       | Waldshut               |                        | Baden-Württemberg     |
| Aargau              | Zurzach       | Küssaberg                |                  |               |                       | Waldshut               |                        | Baden-Württemberg     |
| Aargau              | Zurzach       | Zurzach                  |                  |               |                       | Waldshut               |                        | Baden-Württemberg     |
| Aargau              | Zurzach       | Mellikon                 |                  |               |                       | Waldshut               |                        | Baden-Württemberg     |
| Aargau              | Zurzach       | Hohentengen am Hochrhein |                  |               |                       | Waldshut               |                        | Baden-Württemberg     |
| Aargau              | Zurzach       | Zurzach                  |                  |               |                       | Waldshut               |                        | Baden-Württemberg     |
| Aargau              | Zurzach       | Fisibach                 |                  |               |                       | Waldshut               |                        | Baden-Württemberg     |
| Aargau              | Zurzach       | Zurzach                  |                  |               |                       | Waldshut               |                        | Baden-Württemberg     |
| Zürich              | Dielsdorf     | Weiach                   |                  |               |                       | Waldshut               |                        | Baden-Württemberg     |
| Zürich              | Bülach        | Glattfelden              |                  |               |                       | Waldshut               |                        | Baden-Württemberg     |
| Zürich              | Bülach        | Eglisau                  |                  |               |                       | Waldshut               |                        | Baden-Württemberg     |
| Zürich              | Bülach        | Glattfelden              |                  |               |                       | Waldshut               |                        | Baden-Württemberg     |
| Zürich              | Bülach        | Hüntwangen               |                  |               |                       | Waldshut               |                        | Baden-Württemberg     |
| Zürich              | Bülach        | Wasterkingen             |                  |               |                       | Waldshut               |                        | Baden-Württemberg     |
| Zürich              | Bülach        | Klettgau                 |                  |               |                       | Waldshut               |                        | Baden-Württemberg     |
| Zürich              | Bülach        | Wil                      |                  |               |                       | Waldshut               |                        | Baden-Württemberg     |
| Zürich              | Bülach        | Dettighofen              |                  |               |                       | Waldshut               |                        | Baden-Württemberg     |
| Zürich              | Bülach        | Rafz                     |                  |               |                       | Waldshut               |                        | Baden-Württemberg     |
| Zürich              | Bülach        | Jestetten                |                  |               |                       | Waldshut               |                        | Baden-Württemberg     |
| Zürich              | Bülach        | Lottstetten              |                  |               |                       | Waldshut               |                        | Baden-Württemberg     |
| Schaffhausen        | Schaffhausen  | Rüdlingen                |                  |               |                       | Waldshut               |                        | Baden-Württemberg     |
| Zürich              | Andelfingen   | Marthalen                |                  | R h e i n     |                       | Waldshut               |                        | Baden-Württemberg     |
| Zürich              | Andelfingen   | Rheinau                  |                  | R h e i n     |                       | Waldshut               |                        | Baden-Württemberg     |
| Zürich              | Andelfingen   | Jestetten                |                  | R h e i n     |                       | Waldshut               |                        | Baden-Württemberg     |
| Zürich              | Andelfingen   | Dachsen                  |                  | R h e i n     |                       | Waldshut               |                        | Baden-Württemberg     |
| Zürich              | Andelfingen   | Laufen-Uhwiesen          |                  |               |                       | Waldshut               |                        | Baden-Württemberg     |
| Schaffhausen        | Schaffhausen  | Neuhausen am Rheinfall   |                  |               |                       | Waldshut               |                        | Baden-Württemberg     |
| Schaffhausen        | Oberklettgau  | Neunkirch                |                  |               |                       | Waldshut               |                        | Baden-Württemberg     |
| Schaffhausen        | Unterklettgau | Wilchingen               |                  |               |                       | Waldshut               |                        | Baden-Württemberg     |
| Schaffhausen        | Unterklettgau | Wilchingen               | Dettighofen      |               |                       | Waldshut               |                        | Baden-Württemberg     |
| Schaffhausen        | Unterklettgau | Wilchingen               | Klettgau         |               |                       | Waldshut               |                        | Baden-Württemberg     |
| Schaffhausen        | Unterklettgau | Trasadingen              |                  |               |                       | Waldshut               |                        | Baden-Württemberg     |
| Schaffhausen        | Unterklettgau | Eggingen                 |                  |               |                       | Waldshut               |                        | Baden-Württemberg     |
| Schaffhausen        | Unterklettgau | Hallau                   |                  | W u t a c h   |                       | Waldshut               | Stühlingen             | Baden-Württemberg     |
| Schaffhausen        | Unterklettgau | Oberhallau               |                  |               |                       | Waldshut               | Stühlingen             | Baden-Württemberg     |
| Schaffhausen        | Schleitheim   | Schleitheim              |                  | W u t a c h   |                       | Waldshut               | Stühlingen             | Baden-Württemberg     |
| Schaffhausen        | Schleitheim   | Schleitheim              |                  |               | Blumberg              | Schwarzwald-Baar       |                        | Baden-Württemberg     |
| Schaffhausen        | Schleitheim   | Beggingen                |                  |               | Blumberg              | Schwarzwald-Baar       |                        | Baden-Württemberg     |
| Schaffhausen        | Schaffhausen  | Merishausen              |                  |               | Blumberg              | Schwarzwald-Baar       |                        | Baden-Württemberg     |
| Schaffhausen        | Schaffhausen  | Bargen                   |                  |               | Blumberg              | Schwarzwald-Baar       |                        | Baden-Württemberg     |
| Schaffhausen        | Schaffhausen  |                          | Tengen           | Konstanz      |                       |                        |                        | Baden-Württemberg     |
| Schaffhausen        | Schaffhausen  | Merishausen              | Tengen           | Konstanz      |                       |                        |                        | Baden-Württemberg     |
| Schaffhausen        | Reiat         | Büttenhardt              | Tengen           | Konstanz      |                       |                        |                        | Baden-Württemberg     |
| Schaffhausen        | Reiat         | Thayngen                 | Tengen           | Konstanz      |                       |                        |                        | Baden-Württemberg     |
| Schaffhausen        | Reiat         | Hilzingen                |                  | Konstanz      |                       |                        |                        | Baden-Württemberg     |
| Schaffhausen        | Reiat         | Gottmadingen             |                  | Konstanz      |                       |                        |                        | Baden-Württemberg     |
| Schaffhausen        | Reiat         | Dörflingen               |                  | Konstanz      |                       |                        |                        | Baden-Württemberg     |
| Schaffhausen        | Reiat         | Büsingen am Hochrhein    |                  | Konstanz      |                       |                        |                        | Baden-Württemberg     |
| Schaffhausen        | Reiat         | Schaffhausen             |                  | Konstanz      |                       |                        |                        | Baden-Württemberg     |
| Zürich              | Andelfingen   | Feuerthalen              |                  | Konstanz      | R h e i n             |                        |                        | Baden-Württemberg     |
| Thurgau             | Frauenfeld    | Schlatt                  |                  | Konstanz      | R h e i n             |                        |                        | Baden-Württemberg     |
| Thurgau             | Frauenfeld    | Diessenhofen             |                  | Konstanz      | R h e i n             |                        |                        | Baden-Württemberg     |
| Thurgau             | Frauenfeld    | Gailingen am Hochrhein   |                  | Konstanz      | R h e i n             |                        |                        | Baden-Württemberg     |
| Schaffhausen        | Schaffhausen  | Dörflingen               |                  | Konstanz      |                       |                        |                        | Baden-Württemberg     |
| Schaffhausen        | Stein         | Ramsen                   |                  | Konstanz      |                       |                        |                        | Baden-Württemberg     |
| Schaffhausen        | Stein         | Buch                     |                  | Konstanz      |                       |                        |                        | Baden-Württemberg     |
| Schaffhausen        | Stein         | Ramsen                   |                  | Konstanz      |                       |                        |                        | Baden-Württemberg     |
| Schaffhausen        | Stein         | Rielasingen-Worblingen   |                  | Konstanz      |                       |                        |                        | Baden-Württemberg     |
| Schaffhausen        | Stein         | Hemishofen               |                  | Konstanz      |                       |                        |                        | Baden-Württemberg     |
| Schaffhausen        | Stein         | Öhningen                 |                  | Konstanz      |                       |                        |                        | Baden-Württemberg     |
| Schaffhausen        | Stein         | Stein am Rhein           |                  | Konstanz      |                       |                        |                        | Baden-Württemberg     |
| Thurgau             | Frauenfeld    | Eschenz                  |                  | Konstanz      | U n t e r s e         |                        |                        | Baden-Württemberg     |
| Thurgau             | Frauenfeld    | Mammern                  |                  | Konstanz      | U n t e r s e         |                        |                        | Baden-Württemberg     |
| Thurgau             | Frauenfeld    | Steckborn                |                  | Konstanz      | U n t e r s e         |                        | Gaienhofen             | Baden-Württemberg     |
| Thurgau             | Frauenfeld    | Berlingen                |                  | Konstanz      | U n t e r s e         |                        | Radolfzell am Bodensee | Baden-Württemberg     |
| Thurgau             | Kreuzlingen   | Salenstein               |                  | Konstanz      | U n t e r s e         |                        | Reichenau              | Baden-Württemberg     |
| Thurgau             | Kreuzlingen   | Ermatingen               |                  | Konstanz      | U n t e r s e         |                        | Reichenau              | Baden-Württemberg     |
| Thurgau             | Kreuzlingen   | Tägerwilen               |                  | Konstanz      |                       |                        | Konstanz               | Baden-Württemberg     |
| Thurgau             | Kreuzlingen   | Kreuzlingen              |                  | Konstanz      |                       |                        | Konstanz               | Baden-Württemberg     |
| Thurgau             | Kreuzlingen   | Bottighofen              |                  | B o d e n s e |                       | Meersburg              | Bodensee               | Baden-Württemberg     |
| Thurgau             | Kreuzlingen   | Münsterlingen            |                  | B o d e n s e |                       | Stetten                | Bodensee               | Baden-Württemberg     |
| Thurgau             | Kreuzlingen   | Altnau                   |                  | B o d e n s e |                       | Hagnau am Bodensee     | Bodensee               | Baden-Württemberg     |
| Thurgau             | Kreuzlingen   | Güttingen                |                  | B o d e n s e |                       | Immenstaad am Bodensee | Bodensee               | Baden-Württemberg     |
| Thurgau             | Arbon         | Kesswil                  |                  | B o d e n s e |                       | Friedrichshafen        | Bodensee               | Baden-Württemberg     |
| Thurgau             | Arbon         | Uttwil                   |                  | B o d e n s e |                       | Friedrichshafen        | Bodensee               | Baden-Württemberg     |
| Thurgau             | Arbon         | Romanshorn               |                  | B o d e n s e |                       | Friedrichshafen        | Bodensee               | Baden-Württemberg     |
| Thurgau             | Arbon         | Salmsach                 |                  | B o d e n s e |                       | Friedrichshafen        | Bodensee               | Baden-Württemberg     |
| Thurgau             | Arbon         | Egnach                   |                  | B o d e n s e |                       | Eriskirch              | Bodensee               | Baden-Württemberg     |
| Thurgau             | Arbon         | Arbon                    |                  | B o d e n s e |                       | Langenargen            | Bodensee               | Baden-Württemberg     |
| St. Gallen          | Rorschach     | Steinach                 |                  | B o d e n s e |                       | Kressbronn am Bodensee | Bodensee               | Baden-Württemberg     |
| Thurgau             | Arbon         | Horn                     |                  | B o d e n s e |                       | Nonnenhorn             | Lindau                 | Bayern                |
| St. Gallen          | Rorschach     | Rorschacherberg          |                  | B o d e n s e |                       | Wasserburg             | Lindau                 | Bayern                |
| St. Gallen          | Rorschach     | Thal SG                  |                  | B o d e n s e |                       | Lindau                 | Lindau                 | Bayern                |

## Grenzgewässer

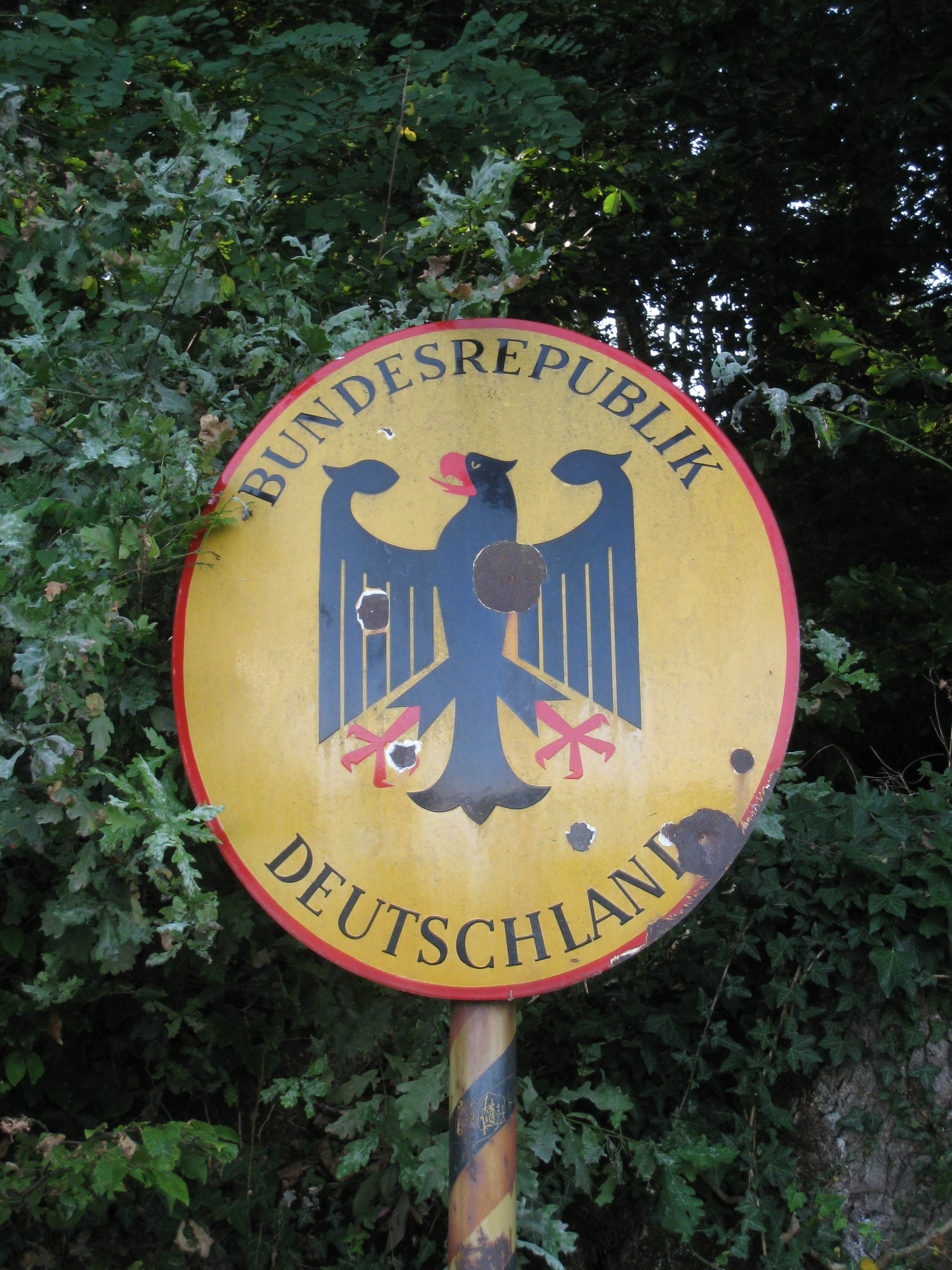
Deutsches Grenzschild bei der Rheinfähre Ellikon–Nack

### Flüsse
- Hochrhein
- Wutach (auf etwa 6 km Länge)
- Biber
- Landbach
- Schwarzbach
- Seegraben
- Seerhein (auf etwa 2 km Länge)

### Seen
- Bodensee (der größte Teil ist keine völkerrechtliche Grenze im Sinne von gesetztem Recht, sondern nur im Sinne von Gewohnheitsrecht)[4]

Etwa 27 % des Bodenseeufers gehören zur Schweiz. Das Ufer von Konstanz bis zur Landesgrenze mit Bayern beträgt ohne die Uferlänge des Untersees 86 km.

## Geschichte
Über lange Zeit stellten Bodensee und Rhein keine Grenze dar. Erst mit Eroberung des Aargaus 1415 und des Thurgaus 1460 durch die Alte Eidgenossenschaft rückte diese an den Rhein und an den Bodensee vor. 1451 war die Fürstabtei St. Gallen als Zugewandter Ort in das Bündnis der Eidgenossen aufgenommen worden. Seit 1460 kontrollierten die Eidgenossen damit das südliche Seeufer des Bodensee mit Ausnahme der Stadt Konstanz und dem östlichen Delta des Alpenrheins. Der Schwabenkrieg verfestigte die Situation, das Fricktal blieb aber weiterhin im Besitz des Hauses Habsburg, welches mit Vorderösterreich auch Gebiete nördlich des Rheins beherrschte. Am 13. Juli 1501 trat Basel der Eidgenossenschaft bei. Damit kontrollierte sie beidseitig den Rhein an einer wichtigen Stelle. Am 10. August 1501 trat auch Schaffhausen dem Bündnis bei, sodass die Eidgenossenschaft auch hier Kontrolle über beide Seiten des Rheins erlangte.
Der heutige Grenzverlauf entstand erst 1802 mit Eingliederung des Fricktals in die Helvetische Republik; während des Wiener Kongresses 1815 wurde die Grenze zwischen Baden, Württemberg und Bayern endgültig festgelegt. Ungeklärt blieb nur die Grenzziehung auf dem Bodensee.
Zwischen Ende Juni und Mitte September 1942 errichteten im Bereich Weil am Rhein auf Geheiß des Reichssicherheitshauptamts unter Heinrich Himmler zwei Kolonnen von etwa je 250 „Reichsarbeitsdienstmännern“ (Jugendliche im Alter von ca. 17 Jahren im Pflichtarbeitsdienst vor ihrem Heeresdienst) aus Basislagern in Siegen und Ferndorf im Siegerland entlang der Grenze zur Schweiz, dabei teils am Fluss Wiese einen bis zu drei Meter hohen und acht Meter breiten kilometerlangen Stacheldrahtverhau um die Gemeinde Riehen und die „Eiserne Hand“ (CH), damit Fluchten aus Nazideutschland in die Schweiz erschwert werden.
Es gab nach dem Zweiten Weltkrieg diverse Grenzkorrekturen, so unter anderem beim Verenahof, im Rahmen des N4-Baus, beim Zollamt Ramsen wie auch beim Zoll Neuhaus am Rheinfall oder entlang der Wutach (Hauptartikel → Territoriale Veränderungen des Kantons Schaffhausen im 18., 19. und 20. Jahrhundert). Im Staatsvertrag zwischen dem Kanton Aargau und dem Großherzogtum Baden wurde 1808 festgelegt, dass der tiefste Punkt des Rheins die Grenze der Länder markieren soll. Folglich wurde die Grenze zwischen Deutschland und der Schweiz bei der Holzbrücke zwischen Bad Säckingen und Stein aufgrund deren Sanierung neu vermessen und 2023 im Einvernehmen um acht Meter zugunsten Deutschlands verschoben.

## Recht
Seit 2008 ist die Schweiz, wie zuvor schon Deutschland, Teil des Schengenraumes.
Der Grenzverlauf wurde auch in der jüngeren Geschichte mehrfach geändert. Diesbezüglich wurden verschiedene Abkommen, Notenwechsel, Protokolle und Staatsverträge geschlossen. Vertragspartner waren nicht nur die Bundesrepublik Deutschland und die Schweizerische Eidgenossenschaft, sondern auch Entitäten, die in einem dieser Staatsgebilde aufgegangen sind. Es bestehen über 200 solcher Rechtsakte.

## Territoriale Besonderheiten

### Büsingen am Hochrhein

Lage von Büsingen

Deutsche Exklave und Schweizer Enklave ist Büsingen am Hochrhein mit diversen Sonderregelungen, beispielsweise hinsichtlich Post, Währung, Steuern und Polizei. Der Ort gehört zum Landkreis Konstanz und grenzt an die Kantone Schaffhausen, Thurgau und Zürich. Durch einen 1964 abgeschlossenen Staatsvertrag zwischen Deutschland und der Schweiz, der am 4. Oktober 1967 in Kraft trat, wurde der rechtliche Status geregelt und das Gebiet in das Schweizer Zollgebiet einbezogen.

### Tägermoos
Das Tägermoos westlich des linksrheinischen Teils der Stadt Konstanz ist eine Gemarkung dieser Stadt, gehört aber staatsrechtlich zum Schweizer Gebiet des Kantons Thurgau und dessen Gemeinde Tägerwilen. Die Stadt Konstanz übt bestimmte Verwaltungsaufgaben im Tägermoos nach Maßgabe des thurgauischen Gemeinderechts aus, andere Aufgaben werden durch die Behörden der Gemeinde Tägerwilen ausgeübt.

### Kanton Schaffhausen
Die Schweiz und Deutschland tauschten bis 1967 mehrere Gebiete, um den komplizierten Grenzverlauf zu vereinfachen.

### Badischer Bahnhof in Basel
Der Badische Bahnhof in der Stadt Basel wird von der Deutschen Bahn betrieben (Bundeseisenbahnvermögen) und gehört zolltechnisch gesehen zu Deutschland, er befindet sich allerdings auf Schweizer Staatsgebiet.

### Rechtsrheinischer Grenzverlauf um Basel
Der rechtsrheinische Grenzverlauf um Basel windet sich auf ca. 22 km auf der rechten Rheinseite. Der Grenzverlauf ist dabei seit mehr als 500 Jahren nahezu unverändert und mit mehr als 200 teils mehr als 500 Jahre alten Grenzsteinen markiert.

### Eiserne Hand
Ein knapp zwei Kilometer langes und rund 200 Meter breites Territorium der Schweiz ragt in das Staatsgebiet von Deutschland hinein. Das vom Grenzverlauf komplizierte Gebiet zeichnete sich in der Vergangenheit durch eine wechselvolle Geschichte aus.

## Internationaler Verkehr

### Bahnverkehr

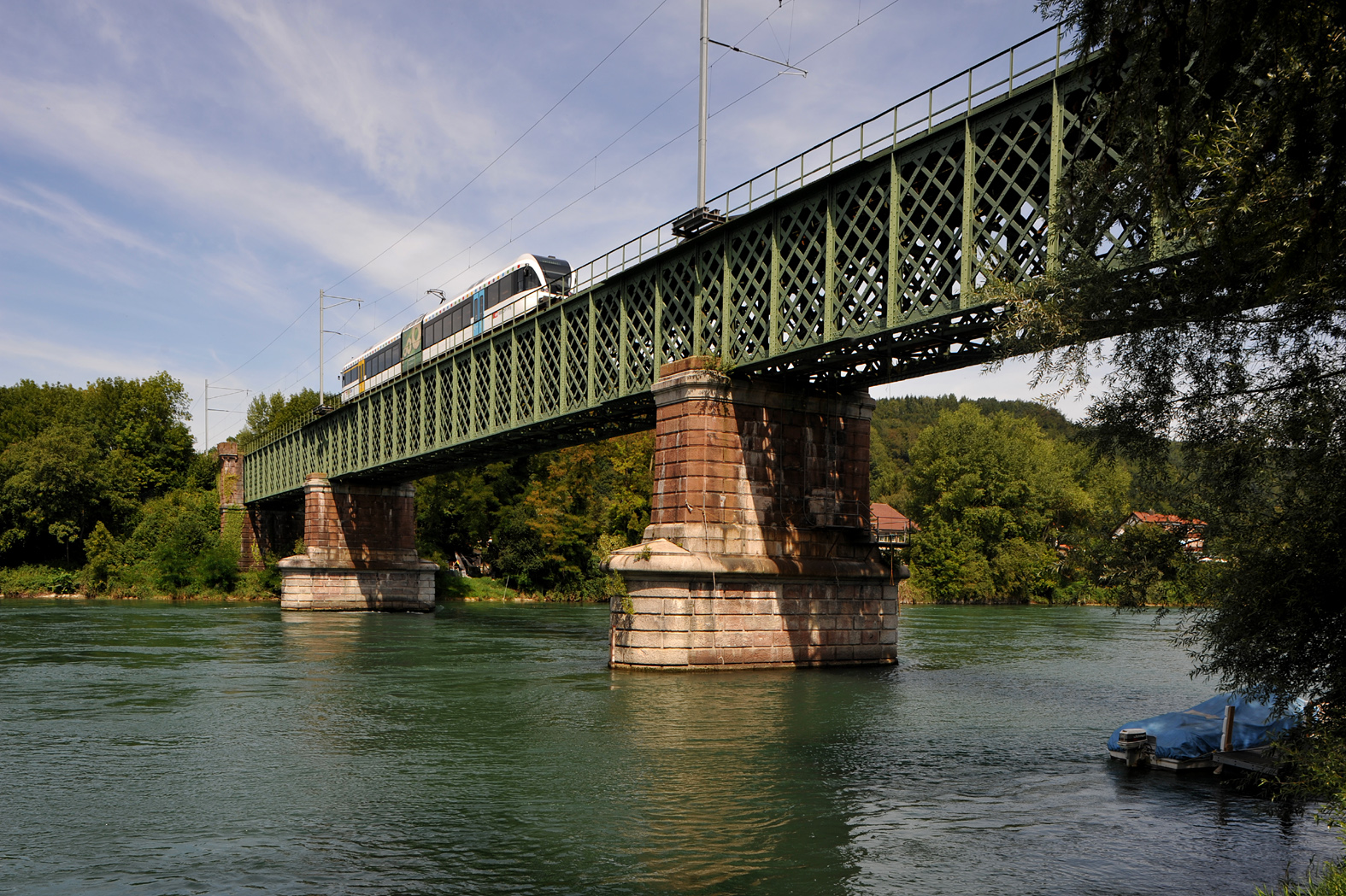
Grenzübertritt einer S-Bahn auf der Rheinbrücke Waldshut–Koblenz der Bahnstrecke Turgi–Koblenz–Waldshut

Grenzüberschreitende Bahnlinien (anhand ihres ersten Grenzübertritts von West nach Ost geordnet):
- Bahnstrecke Mannheim–Basel
- Wiesentalbahn (Basel–Zell im Wiesental)
- Hochrheinbahn (Basel–Konstanz) (überschreitet die Grenze drei Mal; der DB-Tarif gilt auf gesamter Bahnstrecke; teilweise auch der Schweizer Tarif (z. B. im Kanton Schaffhausen))
- Bahnstrecke Turgi–Koblenz–Waldshut
- Bahnstrecke Eglisau–Neuhausen (quert deutsches Gebiet auf ca. 8 km Länge, überschreitet die Grenze zwei Mal)
- Bahnstrecke Etzwilen–Singen
- Bahnstrecken Kreuzlingen–Konstanz und Kreuzlingen Hafen–Konstanz

Grenzüberschreitende Straßenbahnlinien:
- Linie 8 der Straßenbahn Basel

Sonstige nicht-grenzüberschreitende Bahnlinien auf deutscher Seite in unmittelbarer Grenznähe (5 km-Zone), die eine direkte Zubringerfunktion zum Grenzverkehr haben und/oder als strategische Bahnen angelegt wurden, um den Grenzübertritt zu vermeiden (in alphabetischer Reihenfolge):
- Bahnstrecke Buchloe–Lindau

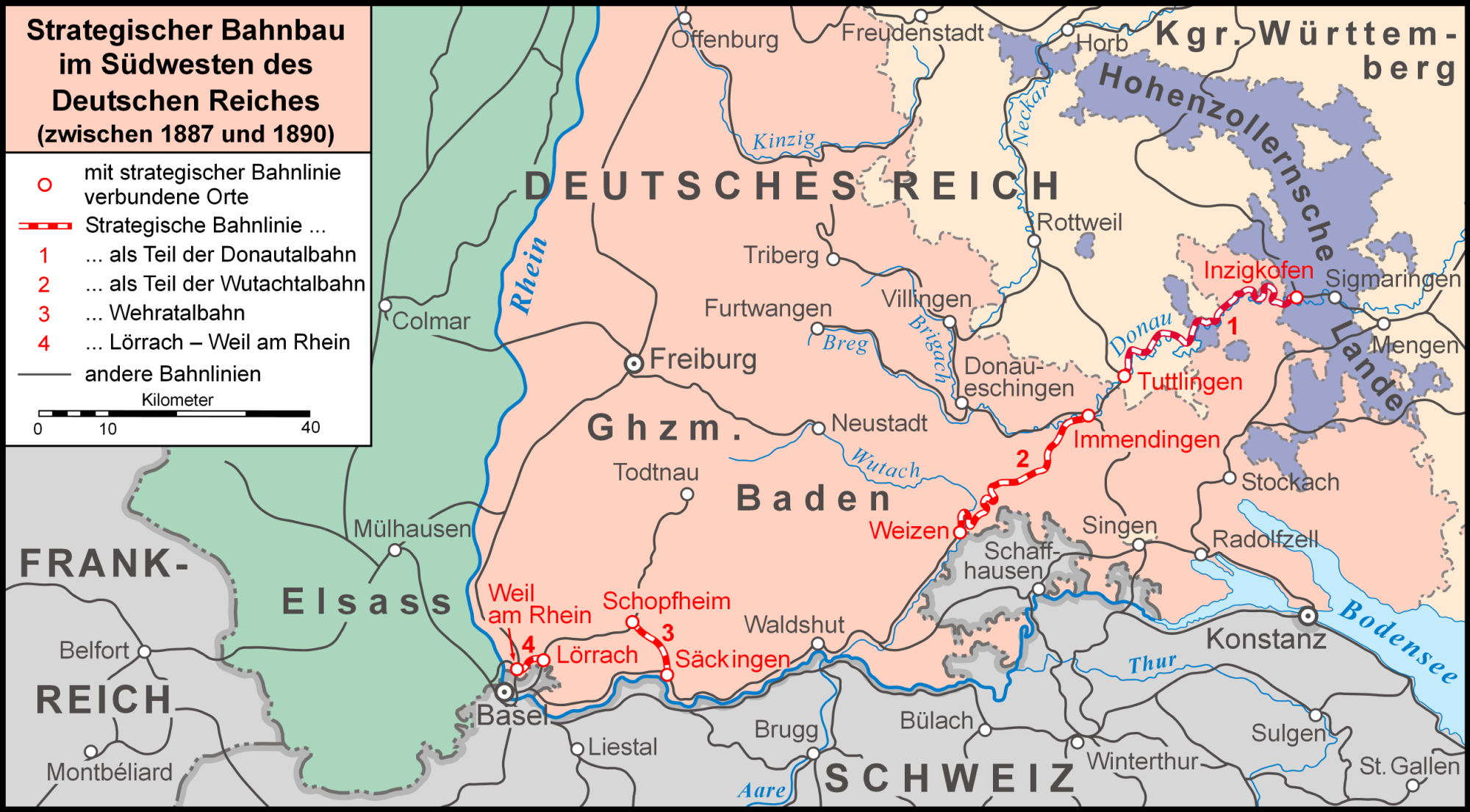
Strategische Bahnen des Deutschen Reiches zur Umfahrung Schweizer Gebiets

- Bahnstrecke Friedrichshafen Stadt–Friedrichshafen Hafen
- Bahnstrecke Ulm–Friedrichshafen
- Bahnstrecke Weil am Rhein–Lörrach (strategische Bahnlinie zur Umfahrung des rechtsrheinischen Schweizer Gebiets rund um Basel)
- Bahnstrecken Stahringen–Friedrichshafen und Friedrichshafen–Lindau
- Schwarzwaldbahn (Offenburg–Singen)
- Bahnstrecke Lindau–Bludenz (auch auf österreichischem Staatsgebiet in der Fünf-Kilometer-Zone um die Grenze)
- Wehratalbahn (Schopfheim–Bad Säckingen) (stillgelegt; strategische Bahnlinie zur Umfahrung des rechtsrheinischen Schweizer Gebiets rund um Basel)
- Wutachtalbahn (Lauchringen–Hintschingen) (strategische Bahnlinie, zur Umfahrung des Kantons Schaffhausen angelegt)

Sonstige nicht-grenzüberschreitenden Bahnlinien auf Schweizer Seite in unmittelbarer Grenznähe (Fünf-Kilometer-Zone), die eine direkte Zubringerfunktion zum Grenzverkehr haben (in alphabetischer Reihenfolge):
- Bahnstrecke Chur–Rorschach
- Bahnstrecke Rorschach–St. Gallen
- Bahnstrecke Stein-Säckingen–Koblenz
- Bahnstrecke Strasbourg–Basel (auch auf französischem Staatsgebiet in Fünf-Kilometer-Zone um die Grenze)
- Bahnstrecke Winterthur–Etzwilen
- Bahnstrecke Winterthur–Koblenz
- Thurtallinie
- Basler Verbindungsbahn (Basel Badischer Bahnhof–Bahnhof Basel SBB)
- Bergbahn Rheineck–Walzenhausen
- Bodensee-Toggenburg-Bahn (Romanshorn–Wattwil)
- Bözbergstrecke (Basel–Baden)
- Hauensteinstrecke (Basel–Olten)
- Jurabahn (Basel–Biel/Bienne)
- Mittelthurgaubahn (Kreuzlingen–Wil)
- Rheinfallbahn (Schaffhausen–Winterthur)
- Rorschach-Heiden-Bergbahn
- Seelinie (Schaffhausen–Rorschach)

#### Fernverkehr
Zwischen Deutschland und der Schweiz werden mehrere Intercity-Express (ICE)-Linien, Eurocity (EC)-Linien, Intercity (IC)-Linien, ÖBB-Nightjet-Linien und auch eine Schweizer InterRegio-Linie betrieben:
| Linie (DB)                | Linie (SBB) | Linienführung                                                                    | Bahnstrecke am Grenzübertritt                                    |
| ------------------------- | ----------- | -------------------------------------------------------------------------------- | ---------------------------------------------------------------- |
| ICE 12                    |             | (Interlaken Ost –) Basel SBB – Braunschweig – Berlin                             | Oberrheinbahn                                                    |
| ICE 20                    |             | Chur – Zürich HB – Basel SBB – Frankfurt – Hamburg-Altona/Kiel                   | Oberrheinbahn                                                    |
| ICE 43                    |             | Basel SBB – Frankfurt Flughafen – Dortmund (– Hannover)                          | Oberrheinbahn                                                    |
| ICE 78                    |             | Basel SBB – Frankfurt Flughafen – Köln – Amsterdam                               | Oberrheinbahn                                                    |
| ICE 85 / ECE              |             | Frankfurt – Basel SBB – (→ Bellinzona / ← Brig) – Milano Centrale                | Oberrheinbahn                                                    |
| IC/EC 16                  |             | Berlin – Braunschweig / Hannover – Frankfurt – Karlsruhe – Freiburg – \| – Basel | Oberrheinbahn                                                    |
| IC/EC 30                  |             | Interlaken Ost/Zürich HB – Basel SBB – Frankfurt am Main – Köln – Hamburg-Altona | Oberrheinbahn                                                    |
| IC 60                     |             | München – Stuttgart – Karlsruhe – Freiburg – \| – Basel                          | Oberrheinbahn                                                    |
| IC 87                     | 4           | Zürich HB – Schaffhausen                                                         | Hochrheinbahn                                                    |
| NJ 402/403                |             | Zürich HB – Basel SBB – Frankfurt Hbf – Köln – Utrecht – Amsterdam C             | Oberrheinbahn                                                    |
| NJ 470/471                |             | Zürich HB – Basel SBB – Frankfurt Süd – Hannover – Hamburg-Altona                | Oberrheinbahn                                                    |
| NJ 409/408 EN 40459/40458 |             | Zürich HB – Basel SBB – Frankfurt Hbf – Leipzig Hbf – Berlin Hbf/Praha hl.n.     | Oberrheinbahn                                                    |
|                           | 75          | Luzern – Zürich HB – Konstanz                                                    | Bahnstrecken Kreuzlingen–Konstanz und Kreuzlingen Hafen–Konstanz |

Mit der Eurocity-Linie 88 von München nach Zürich bzw. nach Basel führt eine weitere Fernverkehrslinie von Deutschland in die Schweiz. Da sie aber über Bregenz in Österreich geführt wird und dadurch nicht die deutsch-schweizerische Grenze überquert, wird sie hier nicht gelistet.

#### Regionalverkehr
Im grenzüberschreitenden Regionalverkehr auf der Schiene werden mehrere Verbindungen angeboten:
| Zuggattung                                   | Linienführung                                                                         | Bahnstrecke am Grenzübertritt |
| -------------------------------------------- | ------------------------------------------------------------------------------------- | ----------------------------- |
| IRE                                          | Basel – \| – Waldshut – \| – Schaffhausen – \| – Singen (Hohentwiel) (– Ulm / Lindau) | Hochrheinbahn                 |
| RE / RB                                      | Basel – \| – Freiburg – Offenburg (– Karlsruhe)                                       | Oberrheinbahn                 |
| Fehler: Falsche oder ungültige Liniennummer! | Herisau – St. Gallen – Romanshorn – Kreuzlingen Hafen – \| – Konstanz                 | Seelinie                      |
| RB                                           | Basel – \| – Waldshut (– Lauchringen)                                                 | Hochrheinbahn                 |
| RB                                           | Schaffhausen – \| – Singen                                                            | Hochrheinbahn                 |
| S                                            | Schaffhausen – \| – Erzingen                                                          | Hochrheinbahn                 |

#### S-Bahn-Verkehr

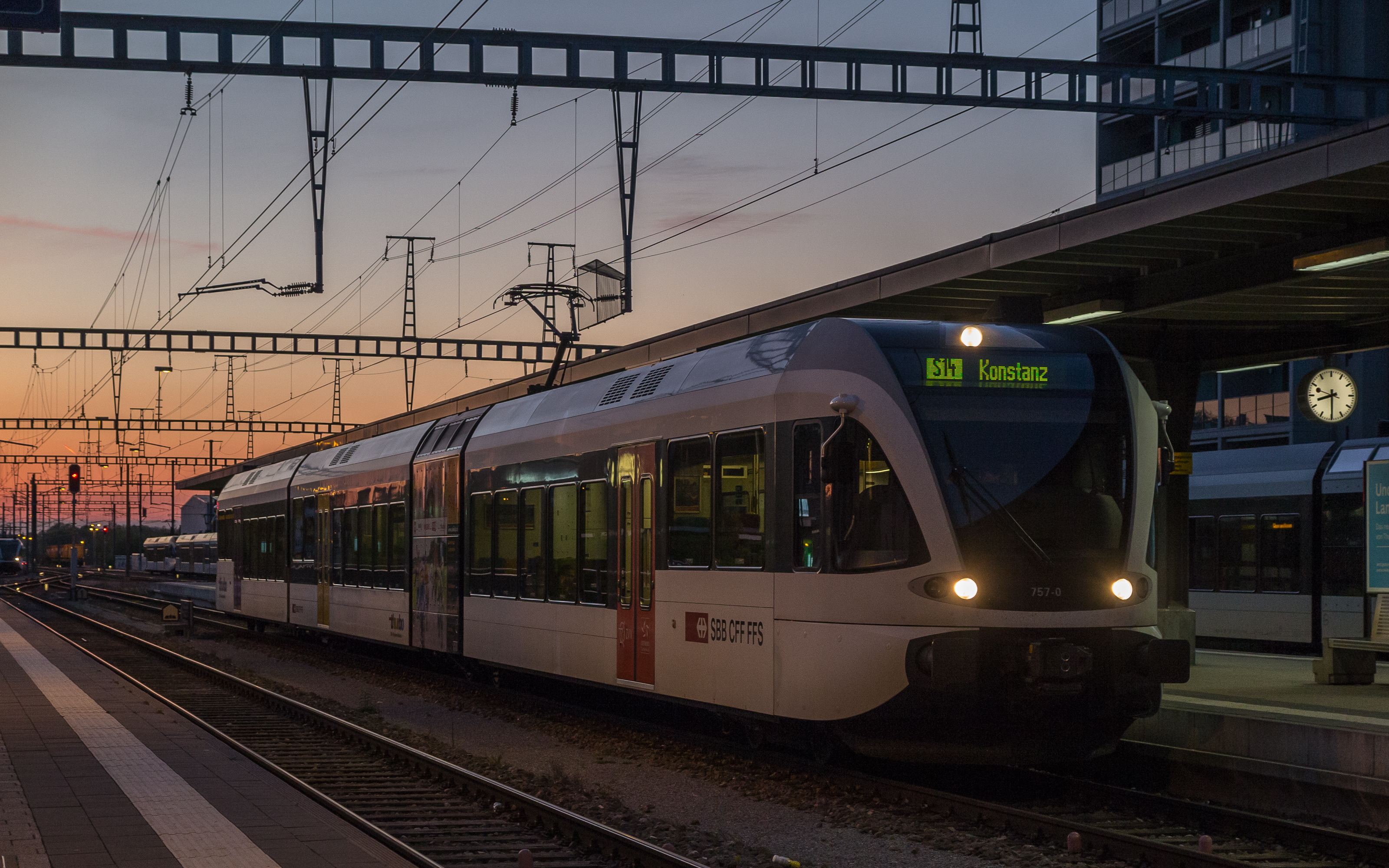
Schweizer S-Bahn im Bahnhof Kreuzlingen auf der Fahrt ins deutsche Konstanz

Linien von fünf schweizerischen S-Bahn-Netzen bedienen deutsches Gebiet. Diese sind mit Ausnahme der Linie S 5 der S-Bahn Basel (vollständig auf deutschem Gebiet) grenzüberschreitende S-Bahn-Linien. Nachfolgend sind alle schweizerischen S-Bahn-Linien aufgelistet, die die Grenze nach Deutschland überschreiten:
| S-Bahn-Netz         | Linie | Linienführung                                                             | Bahnstrecke am Grenzübertritt      |
| ------------------- | ----- | ------------------------------------------------------------------------- | ---------------------------------- |
| S-Bahn Basel        | S 6   | Basel – \| – Zell im Wiesental                                            | Wiesentalbahn                      |
| S-Bahn Aargau       | S 27  | Baden – \| – Waldshut                                                     | Bahnstrecke Turgi–Koblenz–Waldshut |
| S-Bahn Schaffhausen | S 64  | Schaffhausen – \| – Erzingen                                              | Hochrheinbahn                      |
| S-Bahn St. Gallen   | S 14  | Weinfelden – Kreuzlingen – \| – Konstanz                                  | Kreuzlingen–Konstanz               |
| S-Bahn Zürich       | S 9   | Schaffhausen – \| – Jestetten – \| – Rafz – Zürich HB – Stettbach – Uster | Bahnstrecke Eglisau–Neuhausen      |
|                     | S 36  | Bülach – Zurzach – \| – Waldshut                                          | Bahnstrecke Turgi–Koblenz–Waldshut |

#### Straßenbahnverkehr
Am 14. Dezember 2014 nahm die grenzüberschreitende Strassenbahnlinie 8 der Schweizer Strassenbahn Basel den Betrieb auf. Sie verkehrt von der Basler Neuweilerstrasse über den Bahnhof Basel SBB und das Basler Quartier Kleinhüningen nach Weil am Rhein in Deutschland.

### Straßenverkehr

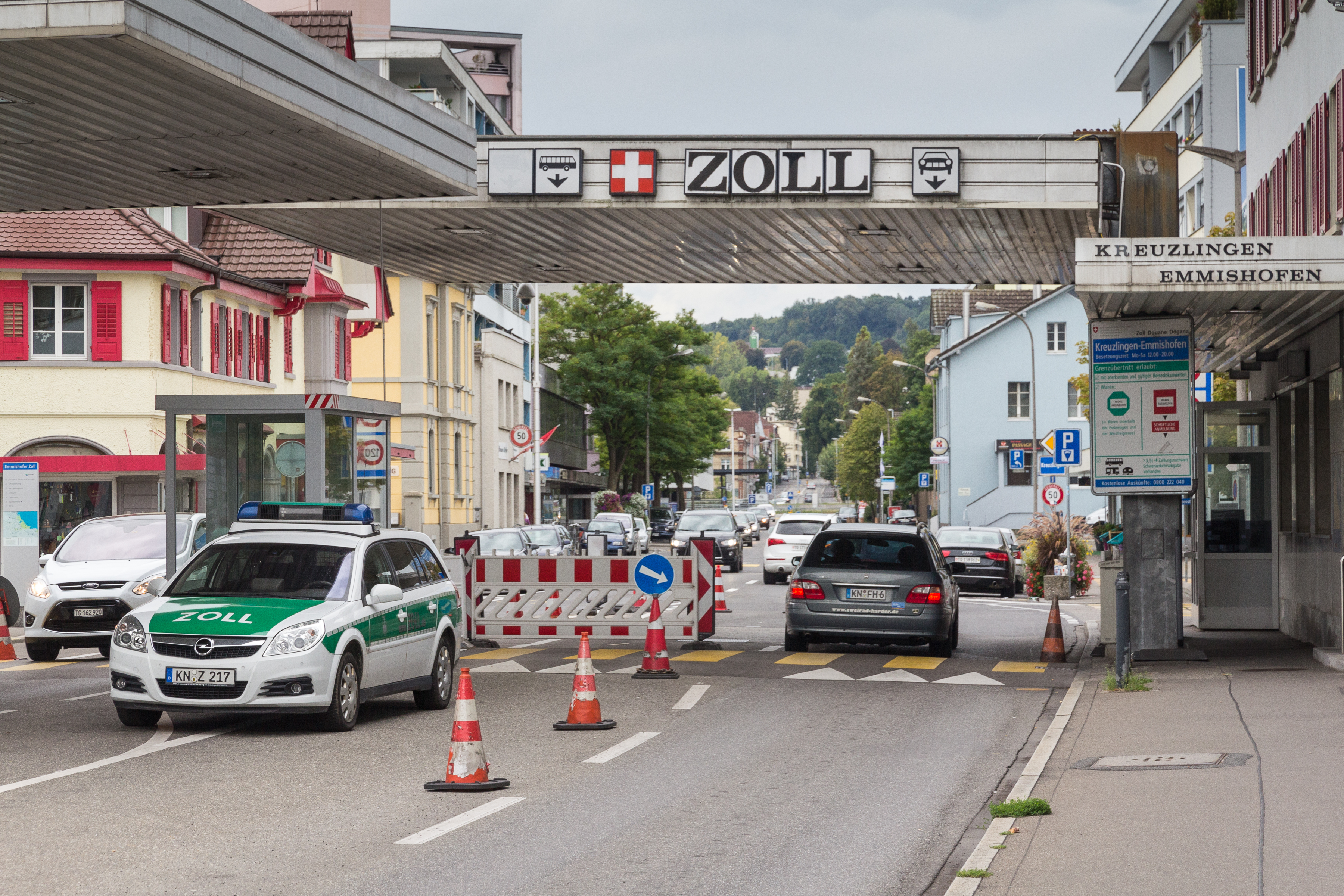
Grenzübergang Emmishofer Tor zwischen Konstanz und Kreuzlingen (Ende der Schweizer Hauptstrasse 1)

Der Straßenverkehr zwischen Deutschland und der Schweiz wird derzeit an 67 Grenzübergängen abgewickelt (Stand: Juli 2017).
Der Großteil des überregionalen Grenz- und Transitverkehrs zwischen Deutschland und der Schweiz führt über mehrere deutsche und Schweizer Autobahnen sowie Autostraßen. Es existieren fünf Grenzübergänge, an die zumindest von einem der beiden Länder eine Autobahn oder eine Autostraße heranführt. Hier findet mit geringerer Bedeutung auch regionaler und vereinzelt auch lokaler Grenzverkehr statt.
Der regionale Grenzverkehr erfolgt zu einem Großteil über deutsche Bundesstraßen und Schweizer Hauptstrassen. Auf diesen Straßen herrscht in der Regel Mautfreiheit. Untergeordnet findet über diese Straßen auch überregionaler Grenz- und Transitverkehr sowie lokaler Grenzverkehr statt. Es existieren zwölf Grenzübergänge, die für den regionalen Verkehr von besonderer Bedeutung sind. Diese zeichnen sich in der Regel dadurch aus, dass an sie zumindest von einem der beiden Länder eine Bundesstraße oder eine wichtige Hauptstrasse heranführt (normalerweise Hauptstraßen mit ein- oder zweistelliger Nummerierung), jedoch keine Autobahn oder Autostraße.
Der lokale Grenzverkehr geschieht größtenteils an 50 kleineren und häufig unbesetzten Grenzübergängen, die auf deutscher Seite an Landesstraßen, Kreisstraßen oder Gemeindestraßen, auf Schweizer Seite an Nebenstrassen, Kantonsstrassen oder Gemeindestrassen liegen. Untergeordnet findet auf diesen Straßen auch regionaler und sehr vereinzelt auch überregionaler Grenzverkehr statt.

#### Zollhaltestelle

Verkehrszeichen 2.51 Zollhaltestelle

Das Verkehrszeichen 2.51 Zollhaltestelle verpflichtet Verkehrsteilnehmer zu einer Höchstgeschwindigkeit von 20 km/h – selbst wenn keine andere explizite Geschwindigkeitsbeschränkung erkennbar ist:
Das Signal «Zollhaltestelle» (2.51) verpflichtet den Führer zum Halten beim Zollamt. Verzichten die Zollorgane zeitweilig auf die Zollkontrolle, darf der Amtsplatz mit höchstens 20 km/h befahren werden.
Wer hier beispielsweise innerorts mit 50 statt 20 km/h einen Grenzübergang passiert, dem drohen bereits ab 800 CHF Busse sowie drei Monate Fahrverbot. Die Bussenliste nennt unter Abschnitt 303 für eine Überschreitung der Höchstgeschwindigkeit um 11–15 km/h innerorts eine Buße (Busse) von 250 CHF. Für höhere Überschreitungen können deutlich höhere Bussen verordnet werden.

#### Busverkehr
Von der SWEG betriebene Buslinie:
- 55 Basel Claraplatz  – Basel Badischer Bahnhof   – Weil am Rhein  – Haltingen  – Binzen  – Rümmingen  – Schallbach  – Wittlingen  – Wollbach  – Hammerstein  – Kandern

Von den Basler Verkehrs-Betrieben und Südbadenbus betriebene Buslinien:
- 38 Wyhlen  – Grenzach  – Riehen Hörnli Grenze  – Basel Wettsteinplatz  – Basel Claraplatz  – Basel Schifflände  – Basel Bachgraben 
(weiter als Linie 48) – Allschwil Gartenstrasse  – Basel Wanderstrasse  – Basel SBB

Von Südbadenbus betriebene Buslinien:
- 7300 Schopfheim  – Maulburg  – Steinen  – Lörrach  – Basel Badischer Bahnhof   (nur eine Fahrt Richtung Basel)
- 7301 Rheinfelden  – Wyhlen  – Grenzach  – Basel Badischer Bahnhof   /– Riehen  – Lörrach
- 7312 Stadtbus Rheinfelden: Rheinfelden Kreiskrankenhaus  – Rheinfelden Busbahnhof  – Rheinfelden Bahnhof  – Rheinfelden Regionalspital  /– Rheinfelden HPS
- 7349 Singen  – Stein am Rhein
- 7351 Büsingen am Hochrhein  – Gailingen  – Diessenhofen

Vom Unternehmen Stadtbus Tuttlingen Klink (Außenstelle Moos) betriebene Buslinien:
- 200 Radolfzell  – Gaienhofen  – Stein am Rhein

Von der VBSH betriebene Buslinien:
- 8 Schaffhausen  – Im Freien, Schaffhausen  (fährt auch über Gebiet von Büsingen am Hochrhein )
- 25 Schaffhausen  – Büsingen am Hochrhein  – Dörflingen  – Randegg  – Gottmadingen-Murbach  – Buch SH  – Ramsen SH

Von der PostAuto Schweiz AG betriebene Buslinien:
- 908 Konstanz  – Kreuzlingen  – Landschlacht  (Feld-Nr. 80.908)
- 925 Abendbus: Konstanz  – Kreuzlingen  – Landschlacht  – Kreuzlingen  – Konstanz  (Feld-Nr. 80.925)

#### Historische Zahlen
1961 passierten rund 19 Millionen Kraftfahrzeuge die Grenzzollstellen in Baden-Württemberg. Je 3,3 Millionen Fahrzeuge wurden in Konstanz und Weil am Rhein erfasst, 1,9 Millionen Fahrzeuge passierten die Zollgrenzstelle in Lörrach.

### Flughäfen

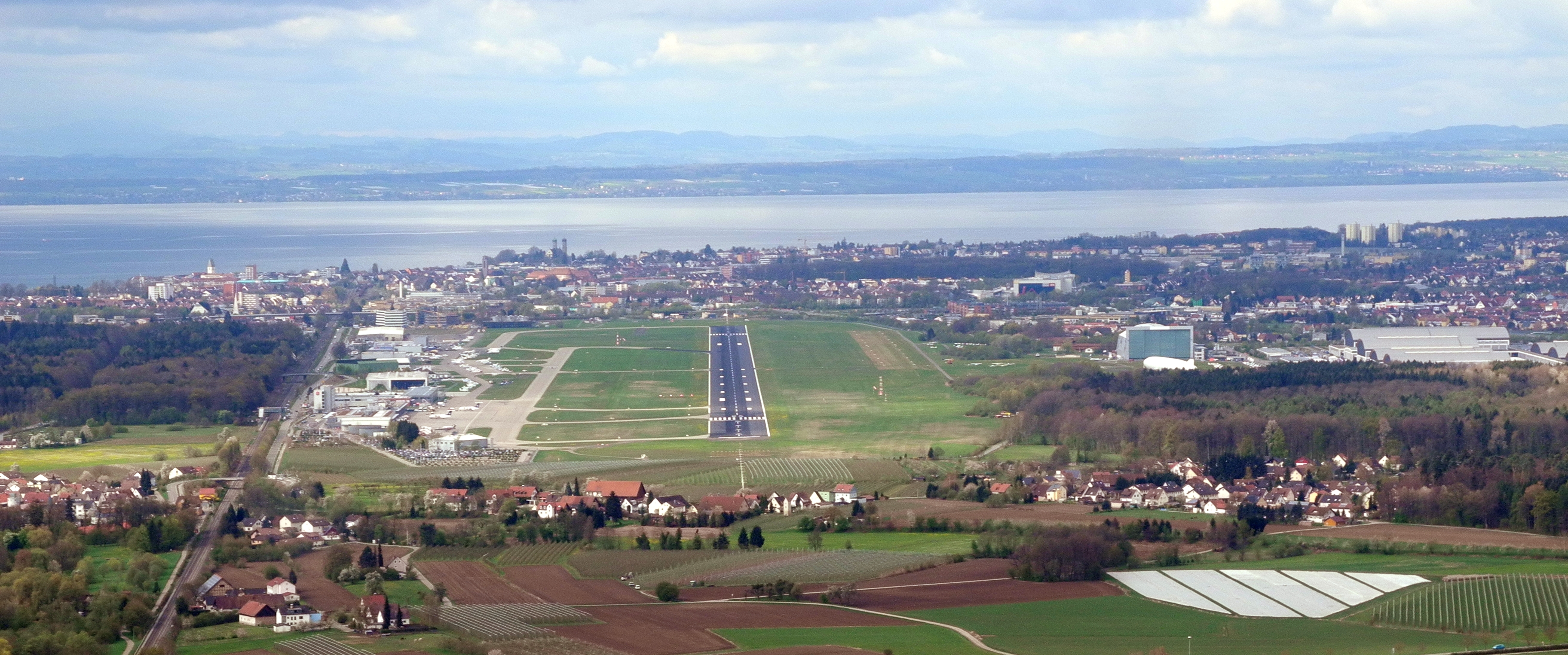
Deutscher Flughafen Friedrichshafen. Bodensee und Schweiz im Hintergrund

Flughäfen und Flugplätze in Grenznähe (50 km-Zone) mit regelmäßigem internationalen Flugbetrieb:
- Deutschland
  - Flughafen Friedrichshafen
- Schweiz
  - Flughafen Zürich
  - Flugplatz St. Gallen-Altenrhein
- Frankreich
  - Flughafen Basel-Mülhausen

### Schifffahrt

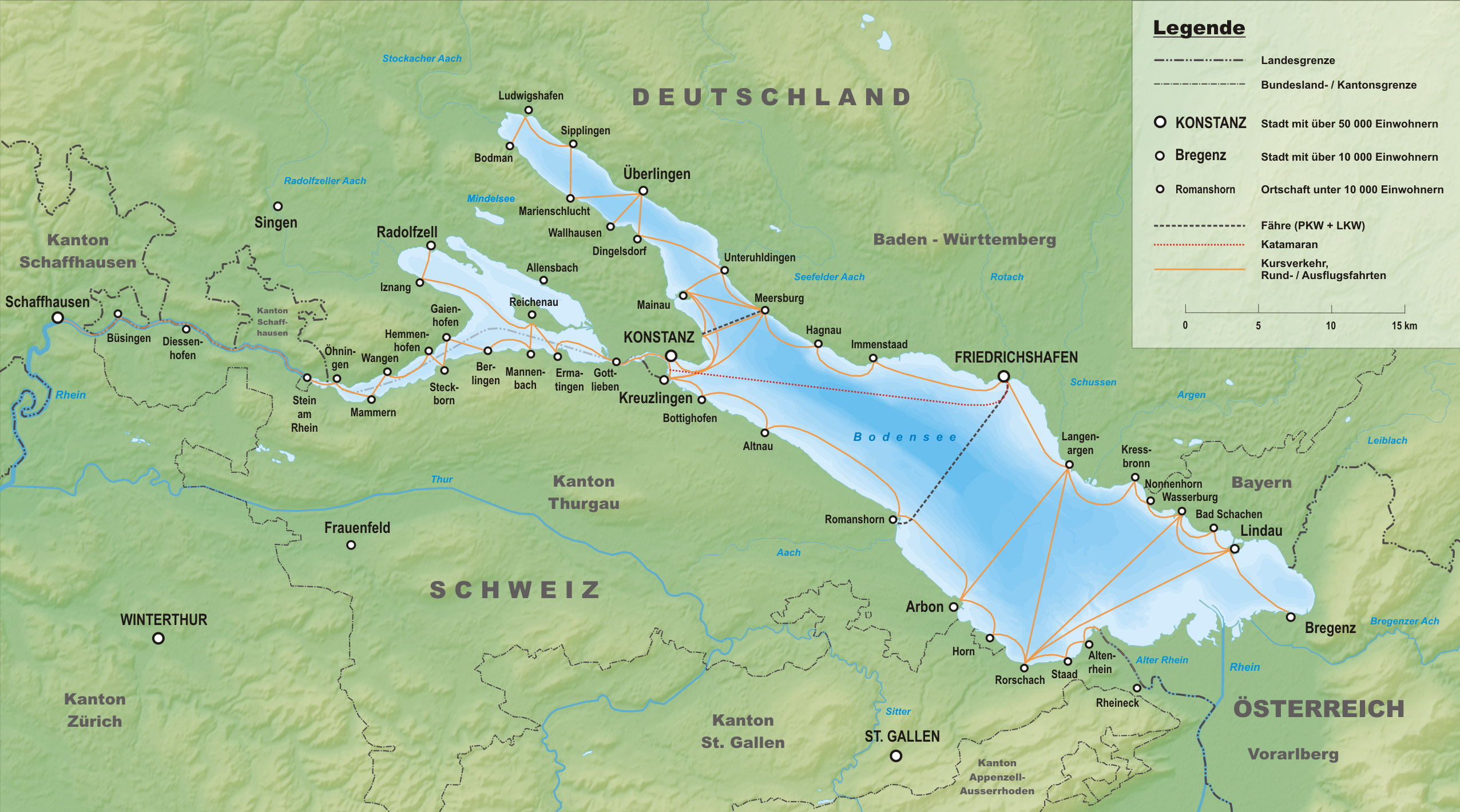
Schifffahrtsrouten auf dem Bodensee

Es existieren mehrere internationale Fährverbindungen zwischen Deutschland und der Schweiz. Diese befinden sich hauptsächlich auf dem Bodensee, aber auch auf dem Hochrhein. Es verkehren überwiegend Personenfähren zwischen den beiden Ländern. Die einzige Ausnahme bildet die Fährlinie Friedrichshafen–Romanshorn, auf der auch PKW und LKW transportiert werden. Bis 1976 wurden mit den Bodensee-Trajekten auch Eisenbahn-Güterwagen zwischen den beiden Ländern transportiert.

### Grenzkontrolle

#### Polizei
Die Grenzkontrolle obliegt
- in Deutschland der
  - Bundespolizei und der
  - Polizei Baden-Württemberg (z. B. im Rahmen der Schleierfahndung). An vielen Stellen ist EasyPASS (ehem. Automatisierte Biometriegestützte Grenzkontrolle) möglich.[14]
- in der Schweiz dem Grenzwachtkorps

Grenzwachtregion I – Basel (Kantone BS, BL, SO, AG, BE, LU, OW, NW)
Grenzwachtregion II – Schaffhausen (Kantone ZH, SH, TG, SZ, UR, ZG)

#### Zollbehörden
Für die Zollkontrolle ist zuständig:
- in Deutschland
  - Bundeszollverwaltung[15]
- in der Schweiz
  - Grenzwachtkorps[16]

### Bedeutende Brücken
(von West nach Ost)

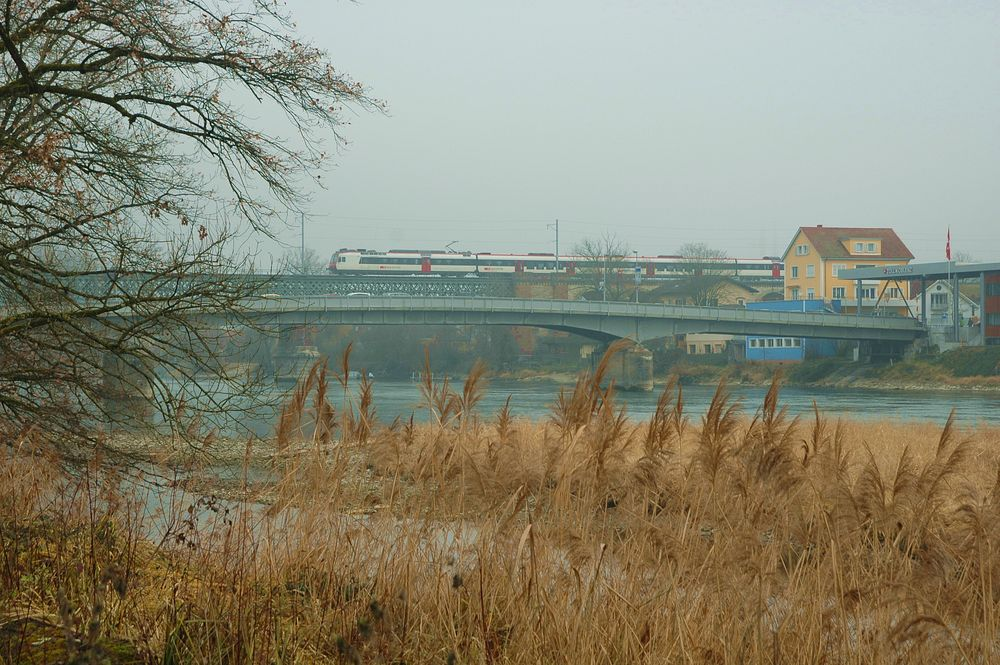
Im Vordergrund Rheinbrücke Koblenz–Waldshut. Dahinter Rheinbrücke Waldshut–Koblenz

- Rheinfelder Brücke, Kanton Aargau/Baden-Württemberg (Rheinfelden AG/Rheinfelden (Baden))
- Alte Rheinbrücke Rheinfelden, Kanton Aargau/Baden-Württemberg (Rheinfelden AG/Rheinfelden (Baden))
- Fridolinsbrücke, Kanton Aargau/Baden-Württemberg (Stein AG/Bad Säckingen)
- Holzbrücke Bad Säckingen, Kanton Aargau/Baden-Württemberg (Stein AG/Bad Säckingen)
- Laufenbrücke, Kanton Aargau/Baden-Württemberg (Laufenburg AG/Laufenburg (Baden)) – für den motorisierten Individualverkehr gesperrt
- Hochrheinbrücke, Kanton Aargau/Baden-Württemberg (Laufenburg AG/Laufenburg (Baden))
- Rheinbrücke Koblenz–Waldshut, Kanton Aargau/Baden-Württemberg (Koblenz AG/Waldshut-Tiengen), B34/E54
- Rheinbrücke Waldshut–Koblenz, Kanton Aargau/Baden-Württemberg (Koblenz AG/Waldshut-Tiengen), Eisenbahn
- Rheinbrücke Zurzach–Rheinheim, Kanton Aargau/Baden-Württemberg (Bad Zurzach/Küssaberg)
- Rheinbrücke Rheinau–Altenburg, Kanton Zürich/Baden-Württemberg (Rheinau ZH/Jestetten)
- Rheinbrücke Diessenhofen–Gailingen, Kanton Thurgau/Baden-Württemberg